# So Young (The Corrs-sang)
"So Young" er en sang af det keltiske folkrockband The Corrs. Det er den sjette single fra deres andet album Talk on Corners, hvis man medregner remixet af "What Can I Do?" og den blev udgivet i oktober 1998. Sangen er skrevet af Sharon Corr, og den handler om hendes forældre Jean og Gerry Corr, som hun troede var "unge for altid".
Sangen nåede #29 på Irish Singles Chart og #6 på UK Singles Chart. Bandet var oprindeligt nødt til at kæmpe med deres pladeselskab, for at få inkluderet sangen på albummet.

## Spor
- CD

1. "So Young" (K-Klass remix) – 4:12
2. "Forgiven, Not Forgotten" – 4:15
3. "Haste to the Wedding" (akustisk) – 3:00

- Live at Albert Hall EP

1. "So Young" (live) – 4:27
2. "When He's Not Around" (live) – 5:13
3. "Joy of Life" (live) – 4:44
4. "So Young" (forbedret live video) – 4:30

## Musikvideo
Musikvideoen til sangen blev filmet i Chicago d. 21. oktober 1998, da The Corrs var på turne i USA på dette tidspunkt. En del af optagelserne foregik i og omkring Flamingo Building. Bygningen har sit navn efter den ca. 16 meter høje skulptur, der står foran bygningen, og som blev designet af Alexander Calder i 1974. I videoen står The Corrs på toppen af bygningen er smider papirfly ud i vinden.

## Hitlister
| Hitliste                        | Højeste placering |
| ------------------------------- | ----------------- |
| French Singles Chart            | 76                |
| German Singles Chart            | 80                |
| Irish Singles Chart             | 29                |
| Netherlands Mega Single Top 100 | 63                |
| UK Singles Chart                | 6                 |